# NHK白川坂ノ東テレビ中継局
NHK白川坂ノ東テレビ中継局（エヌエイチケイしらかわさかのひがしテレビちゅうけいきょく）は、かつて岐阜県加茂郡白川町にあったNHK岐阜放送局総合テレビとNHK名古屋放送局教育テレビの中継局である。2011年7月24日のアナログ放送終了とともに廃止された。

## 概要
- 当中継局は、加茂郡白川町河岐字田代の田代山に置かれ、該当地域などへ電波を発射していた。
- なお、在名広域民放局は、周辺地域の電波を受信していた。

## 中継局概要
| チャンネル | 放送局名       | 空中線電力        | ERP             | 放送対象 地域 | 放送区域 内世帯数 | 受信局     | 放送終了日     |
| 47ch       | NHK 岐阜総合   | 映像10W/ 音声2.5W | 映像24W/ 音声6W | 岐阜県        | 約-世帯           | 岐阜本局   | 2011年 7月24日 |
| 53ch       | NHK 名古屋教育 | 映像10W/ 音声2.5W | 映像24W/ 音声6W | 全国          | 約-世帯           | 名古屋本局 | 2011年 7月24日 |

### 歴史
- 2011年7月24日 - 24時の完全停波をもって全局廃局となった。